# Banfora
Banfora Burkina Faso negyedik legnagyobb városa, Cascades régió és Comoé tartomány székhelye.

## Fekvése
A város 85 kilométerre található Bobo-Dioulasso-tól, amely megközelíthető az Abidjan – Ouagadougou vasúton.

## Gazdaság
A város híres az óriási cukornádiparáról.

## Turizmus
Banfora városa egyike Burkina Faso legkedveltebb turistaforgalmi városainak. Ebben fő szerepet játszik a Karfiguela-vízesés, a Tengrela-tó, és a Sindou-csúcsok - ez utóbbi egy óriási tertmészetes sziklaképződmény, népszerű megmászási lehetőségeivel.

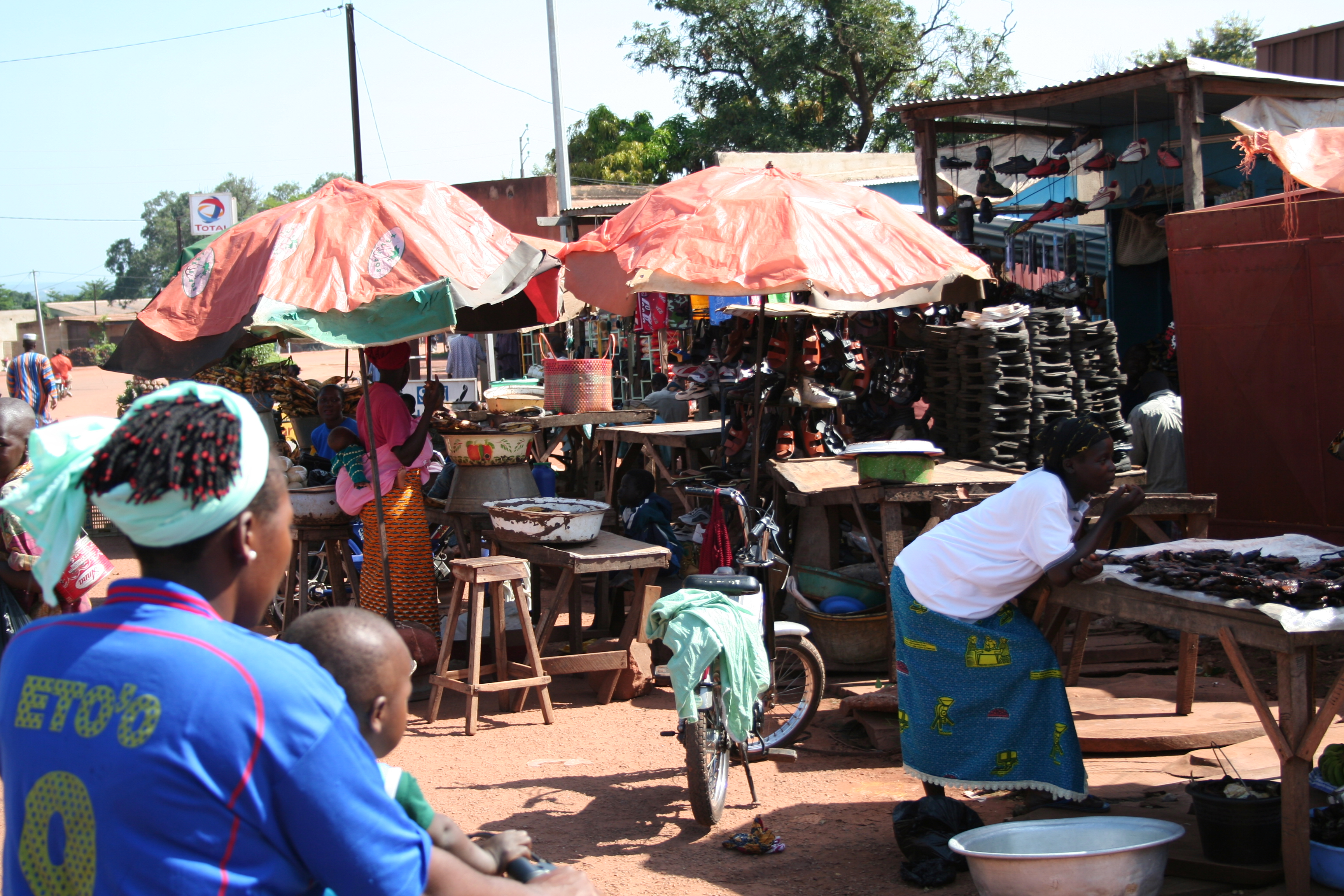
Banfora

## Fordítás
- Ez a szócikk részben vagy egészben  a   Banfora című angol Wikipédia-szócikk ezen változatának fordításán alapul.  Az eredeti cikk szerkesztőit annak laptörténete sorolja fel. Ez a jelzés csupán a megfogalmazás eredetét és a szerzői jogokat jelzi, nem szolgál a cikkben szereplő információk forrásmegjelöléseként.